# Kapuskasing
Kapuskasing /ˌkæpʉsˈkeɪsɪŋ/ es una ciudad del Distrito de Cochrane a orillas del río Kapuskasing en el norte de Ontario, Canadá, a unos 92 km (57 millas) al este de Hearst. La ciudad era conocida como MacPherson hasta 1917, cuando el nombre fue cambiado a fin de no entrar en conflicto con otra parada de tren en Manitoba.